# Jean-Michel Larrasquet
Jean-Michel Larrasquet, dit Jean Michel Larrasket (en basque), né le 22 mai 1950 à Paris et mort le 19 mars 2018 à Bayonne, est un ingénieur et professeur d'université français à Bayonne et à l'université de Mondragón, ainsi que vice-président pour le Pays basque français à la Société d'études basques de 2012 à 2018.
Il a été promoteur de divers projets pour le développement social et économique du Pays basque français, et pour la création d'une branche d'université à Bayonne, et il a aussi été un des fondateurs de la coopérative Eticoop que promeut l'entrepreneuriat dans cette zone géographique,,.

## Biographie
Né à Paris au sein d’une famille originaire de Barcus, Jean-Michel Larrasquet n’a jamais coupé avec ses racines basques.
Il suivit ses études à Toulouse. Diplômé de l'École normale supérieure, il rejoignit l’IUT de Bayonne au début des années 1980, en tant que maître de conférences, où il exerça pendant 25 ans. Entre-temps, dans les années 1990, il enseigna également à l'École supérieure des technologies industrielles avancées (ESTIA) de Bidart, et simultanément à la faculté des sciences entrepreneuriales de l'université de Mondragón, au Guipuscoa. Les dernières années avant sa retraite, il a été titulaire d’une chaire en sciences de gestion à l’université de Pau et des pays de l'Adour (IUT Bayonne/IAE). 
En tant que chercheur, il travailla dans le domaine des sciences de l’administration et de la gestion. Ses recherches ont porté sur la complexité des systèmes, notamment, sur les formes d’organisation collaboratives.
De 2012 à 2018, il a été le président de la Société d'études basques, pour le Pays basque français. Promoteur de nombreux projets économiques et sociaux au Pays basque français, il a œuvré jusqu’à sa mort, sans relâche, en faveur de la création d’une université de plein pouvoir pour le Pays basque français ; il était impliqué dans la dynamique Batera. Il a également été l’un des fondateurs de la coopérative Eticoop, dont le but est d’encourager l’entreprenariat dans cette région,,. Son souci primordial étant de mettre la recherche et l’enseignement au service de la réalité et des nécessités locales, il s’était investi dans le développement économique du Pays basque et dans les questions environnementales.
Jean Michel Larrasquet était également membre d’Udako Euskal Unibertsitatea (université basque d'été). En 1986, il prononça à Pampelune le discours d’inauguration dont le titre était « L’euskara et les nouvelles technologies au Pays basque Nord ». Parmi ses nombreux discours traitant du développement économique et social du Pays basque français, ainsi que de la culture on peut souligner les suivants :
- comment comprendre et organiser des activités collectives, intégrales et complexes (1997) ;
- Ahuzki : recueil de chansons souletines dans le système multimédia (1991)[7] ;
- études à l’institut universitaire de technologie de Bayonne (1988) ;
- l’informatique dans la lexicographie (1988).

Dans les dernières années, inquiété par le développement élitiste que la recherche était en train de prendre, il revendiquait que la recherche et l'enseignement devraient mieux s'ancrer dans une réalité géographique locale,.

## Hommage
Son nom est donné en 2019 à une placette située entre la rue des Faures et la rue Douer, à Bayonne.

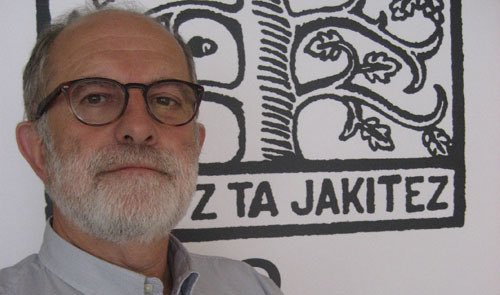
Président du Pays basque français dans la Société d'études basques (2012-2018).